# 红河断裂带

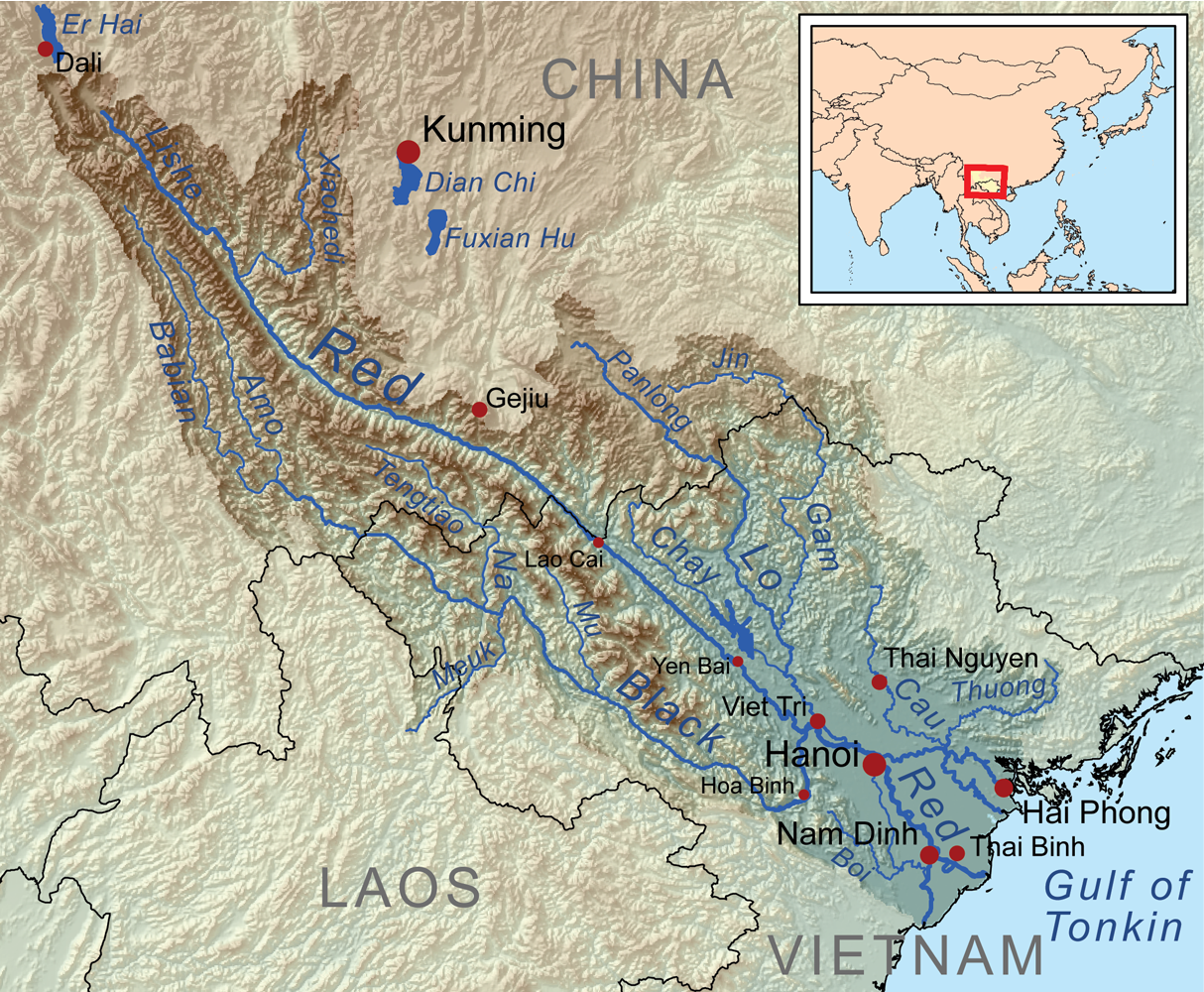
红河断裂带的地形图

红河断裂带是位于青藏高原东南缘的一条断裂带，被视为川滇块体的西边界。

## 地质背景
自新生代以来，随着印度板块持续向北楔入，青藏高原东南缘经历了显著的构造变形。红河断裂带作为川滇块体的西部边界，不仅分隔印支块体与华南块体，还因青藏高原物质向东侧挤出，成为区域内重要的深部构造带。红河断裂带的地质构造及地壳变形具有由北向南的分段特征，其与峨眉山大火成岩省的岩石侵蚀程度相呼应。

## 地质构造特征

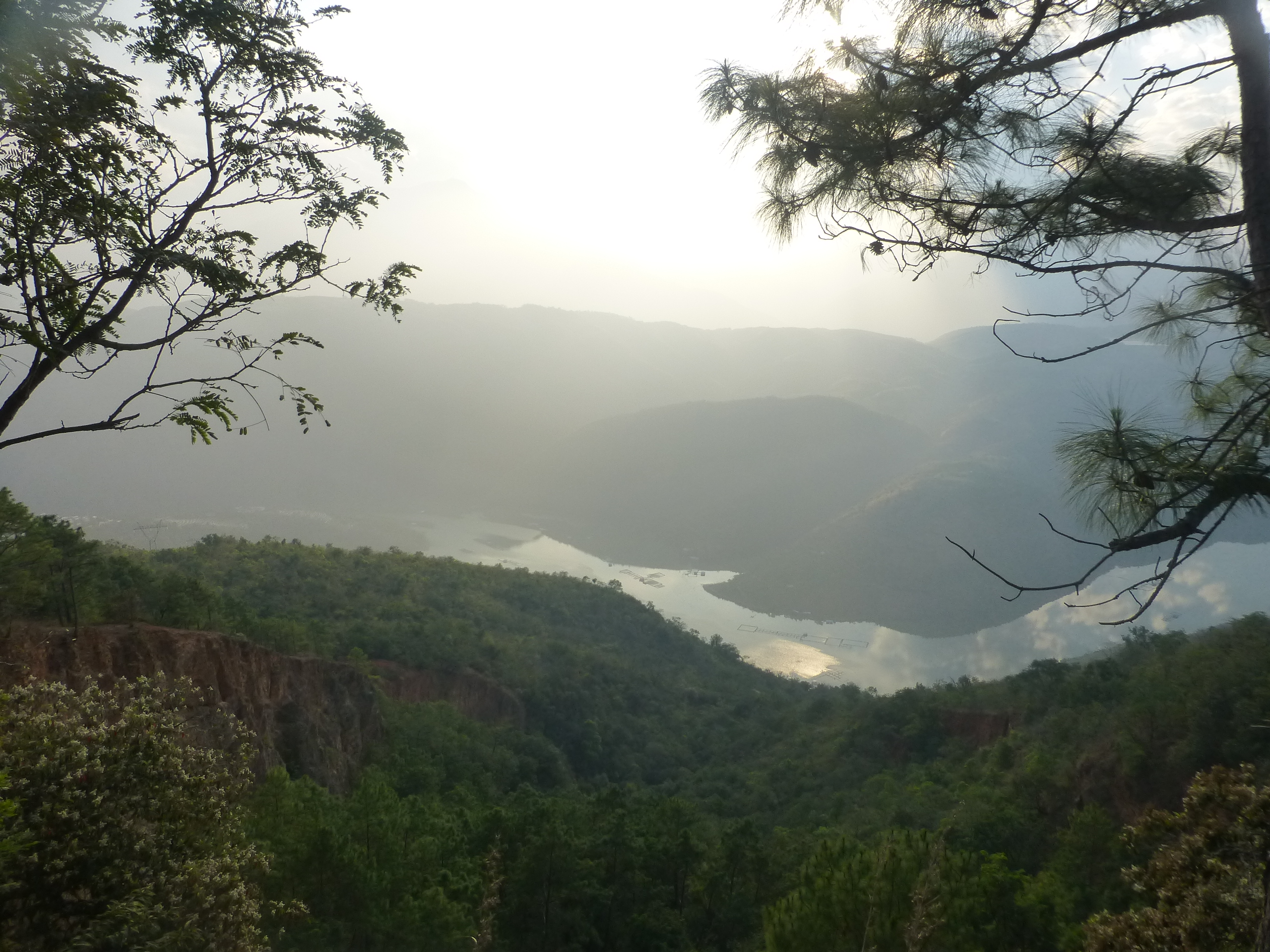
建水县坡头乡南部深谷斜坡上眺望红河

红河断裂带是中国最长的走滑断裂带之一，全长约1,000公里，斜贯云南西部和南部，整体呈北窄南宽的形态。断裂带从洱源延伸至越南北部湾，被分为北段、中段和南段（北段为洱源—弥渡，中段为弥渡—大斗门，南段为大斗门—河口）。
中-晚二叠纪时期，红河断裂带可能为峨眉山大火成岩省的岩浆活动提供了通道；而在古近纪，断裂带经历了多次左旋走滑运动，随着青藏高原的东向挤出，吸收了大量地壳缩短量。到了新近纪，红河断裂带从左旋走滑转变为右旋走滑运动。第四纪以来，断裂带以右旋走滑兼具伸展运动为特征，其中中段呈现显著的逆冲运动。
红河断裂带两侧地壳厚度存在明显差异，东侧地壳厚度可达约50公里，而西侧则仅为30公里左右。红河断裂带北段的泊松比值较高，可能与地幔物质底侵有关；而南段的泊松比相对较低，表明以长英质为主的地壳成分更容易发生部分熔融。大地电磁资料显示，北段存在高电导率体，表明该区域的地壳结构可能受到上地幔影响。

## 地震活动
红河断裂带属于中国南北地震带的南段，地震活动具有显著的分布不均匀性。北段地震活动频繁，历史上发生过多次6级以上地震，其中包括2次7级以上大震；而中段几乎无震，南段的地震活动则集中在东侧的石屏—建水断裂上。
红河断裂带北段和中段北侧具有发生大地震的潜力，而南段则可能孕育长周期的大地震。